# Шарлыкский район
Шарлы́кский райо́н — административно-территориальная единица (район) и муниципальное образование (муниципальный район) в Оренбургской области России.
Административный центр — село Шарлык.

## География
Район расположен на северо-западе Оренбургской области. Граничит на севере и востоке — с Башкортостаном (Фёдоровский район), на юге — с Октябрьским, на западе — с Пономарёвским и Александровским районами области. Площадь территории — 2877 км².

## История
В 1809 году - Михайловка-Шарлык. Со временем двойное название утратилось. С 1925 г. нынешний райцентр именуется в одно слово - Шарлык.
Шарлыкский район был образован из части Оренбургского уезда 25 марта 1920 года. 7 июня 1922 года на основании постановления Президиума Оренбургского губисполкома Шарлыкский район был ликвидирован, и восстановлен Оренбургский уезд. Шарлыкский район образован на основании Постановления ВЦИК РСФСР от 30 мая 1924 года. 30 мая 1927 года соответствии с Постановлением ВЦИК РСФСР в составе Оренбургской губернии был вновь образован Шарлыкский район.

## Население
| 2002    | 2003    | 2004    | 2009    | 2010    | 2012    | 2013    | 2014    | 2015    |
| ------- | ------- | ------- | ------- | ------- | ------- | ------- | ------- | ------- |
| 22 128  | ↘22 100 | ↘21 800 | ↘20 481 | ↘18 032 | ↘17 742 | ↘17 495 | ↘17 204 | ↘16 994 |
| 2016    | 2017    | 2018    | 2019    | 2020    | 2021    |         |         |         |
| ↘16 814 | ↘16 598 | ↘16 353 | ↘16 158 | ↘15 963 | ↘15 226 |         |         |         |

### Национальный состав
Татарские населённые пункты — Юзеево, Ялчкаево, Новомусино, Урняк, Зирекло, Сарманай, Мустафино, Перовка (русско-татарское). Башкирских населённых пунктов в районе нет, но башкиры проживают в небольшом количестве в татарских селах.

## Территориальное устройство
Шарлыкский район как административно-территориальная единица области включает 17 сельсоветов. В рамках организации местного самоуправления, Шарлыкский муниципальный район включает соответственно 17 муниципальных образований со статусом сельских поселений (сельсоветов):
| №  | Муниципальное образование   | Административный центр | Количество населённых пунктов | Население (чел.) | Площадь (км²) |
| -- | --------------------------- | ---------------------- | ----------------------------- | ---------------- | ------------- |
| 1  | Богородский сельсовет       | село Богородское       | 2                             | ↘432             | 167,80        |
| 2  | Дубровский сельсовет        | село Дубровка          | 2                             | ↗361             | 24,67         |
| 3  | Зерклинский сельсовет       | село Зеркло            | 2                             | ↘376             | 154,83        |
| 4  | Илькульганский сельсовет    | село Илькульган        | 2                             | ↘425             | 173,02        |
| 5  | Казанский сельсовет         | село Казанка           | 3                             | ↘571             | 150,73        |
| 6  | Константиновский сельсовет  | село Константиновка    | 4                             | ↘442             | 191,18        |
| 7  | Новоархангельский сельсовет | село Новоархангельское | 1                             | ↘317             | 103,78        |
| 8  | Новомусинский сельсовет     | село Новомусино        | 3                             | ↘978             | 182,57        |
| 9  | Новоникольский сельсовет    | село Новоникольское    | 2                             | ↘266             | 79,23         |
| 10 | Парадеевский сельсовет      | село Парадеево         | 1                             | ↘244             | 73,33         |
| 11 | Преображенский сельсовет    | село Преображенка      | 4                             | ↘321             | 244,13        |
| 12 | Путятинский сельсовет       | село Путятино          | 8                             | ↘839             | 309,59        |
| 13 | Ратчинский сельсовет        | село Ратчино           | 2                             | ↘547             | 139,20        |
| 14 | Сарманайский сельсовет      | село Сарманай          | 5                             | ↘723             | 253,82        |
| 15 | Слоновский сельсовет        | село Слоновка          | 2                             | ↘354             | 135,50        |
| 16 | Титовский сельсовет         | село Титовка           | 3                             | ↘587             | 156,19        |
| 17 | Шарлыкский сельсовет        | село Шарлык            | 3                             | ↘7616            | 337,10        |

### Населённые пункты
В Шарлыкском районе 49 населённых пунктов.
| №  | Населённый пункт  | Тип     | Население | Муниципальное образование   |
| -- | ----------------- | ------- | --------- | --------------------------- |
| 1  | Бараково          | село    | 83        | Титовский сельсовет         |
| 2  | Берёзовка         | посёлок | 0         | Сарманайский сельсовет      |
| 3  | Бобровка          | посёлок | 112       | Преображенский сельсовет    |
| 4  | Богородское       | село    | 382       | Богородский сельсовет       |
| 5  | Ванюшино          | посёлок | 14        | Путятинский сельсовет       |
| 6  | Вишнёвка          | посёлок | 39        | Преображенский сельсовет    |
| 7  | Воронино          | посёлок | 8         | Путятинский сельсовет       |
| 8  | Дубровка          | село    | 290       | Дубровский сельсовет        |
| 9  | Екатериновка      | посёлок | 4         | Ратчинский сельсовет        |
| 10 | Зеркло            | село    | 299       | Зерклинский сельсовет       |
| 11 | Зирекло           | село    | 153       | Путятинский сельсовет       |
| 12 | Зобово            | село    | 197       | Путятинский сельсовет       |
| 13 | Изяк-Никитино     | село    | 94        | Путятинский сельсовет       |
| 14 | Илькульган        | село    | 373       | Илькульганский сельсовет    |
| 15 | Казанка           | село    | 468       | Казанский сельсовет         |
| 16 | Кармалка          | село    | 402       | Шарлыкский сельсовет        |
| 17 | Кизлоям           | посёлок | 0         | Казанский сельсовет         |
| 18 | Колычево          | село    | 152       | Зерклинский сельсовет       |
| 19 | Константиновка    | село    | 290       | Константиновский сельсовет  |
| 20 | Кузьминовка       | село    | 4         | Константиновский сельсовет  |
| 21 | Кутуево           | посёлок | 37        | Путятинский сельсовет       |
| 22 | Луна              | посёлок | 56        | Дубровский сельсовет        |
| 23 | Малослободка      | село    | 87        | Сарманайский сельсовет      |
| 24 | Мустафино         | село    | 433       | Титовский сельсовет         |
| 25 | Николаевка        | село    | 179       | Новомусинский сельсовет     |
| 26 | Новоархангельское | село    | ↘317      | Новоархангельский сельсовет |
| 27 | Новогеоргиевка    | посёлок | 36        | Преображенский сельсовет    |
| 28 | Новомусино        | село    | 812       | Новомусинский сельсовет     |
| 29 | Новоникольское    | село    | 255       | Новоникольский сельсовет    |
| 30 | Ново-Фёдоровка    | деревня | 0         | Путятинский сельсовет       |
| 31 | Парадеево         | село    | ↘244      | Парадеевский сельсовет      |
| 32 | Перовка           | посёлок | 137       | Сарманайский сельсовет      |
| 33 | Подгорный         | посёлок | 13        | Сарманайский сельсовет      |
| 34 | Покровка          | село    | 228       | Слоновский сельсовет        |
| 35 | Преображенка      | село    | 243       | Преображенский сельсовет    |
| 36 | Приветливый       | посёлок | 264       | Шарлыкский сельсовет        |
| 37 | Прохоровка        | село    | 4         | Константиновский сельсовет  |
| 38 | Путятино          | село    | 546       | Путятинский сельсовет       |
| 39 | Ратчино           | село    | 729       | Ратчинский сельсовет        |
| 40 | Рождественка      | село    | 160       | Илькульганский сельсовет    |
| 41 | Романовка         | село    | 207       | Богородский сельсовет       |
| 42 | Самойловский      | хутор   | 45        | Новоникольский сельсовет    |
| 43 | Сарманай          | село    | 746       | Сарманайский сельсовет      |
| 44 | Слоновка          | село    | 292       | Слоновский сельсовет        |
| 45 | Титовка           | село    | 231       | Титовский сельсовет         |
| 46 | Урняк             | посёлок | 170       | Новомусинский сельсовет     |
| 47 | Шарлык            | село    | ↘7112     | Шарлыкский сельсовет        |
| 48 | Юзеево            | село    | 220       | Казанский сельсовет         |
| 49 | Ялчкаево          | село    | 239       | Константиновский сельсовет  |

## Экономика
Специализация Шарлыкского района — сельскохозяйственная: зерновая и мясо-молочная. В валовом сборе зерна выделяются: яровая пшеница, озимая рожь и ячмень, также выращивается подсолнечник.

## Транспорт
На территории района нет железных дорог, через него проходит шоссе Федерального значения Р239«Казань—Оренбург—Соль-Илецк», связывающее Оренбург с северо-западными районами области и далее с Татарстаном, также дорога областного значения «Шарлык—Новосергиевка». Ближайшая железнодорожная станция — Оренбург.

## Достопримечательности
У села Прохоровка находится комплекс курганов IV—III веков до н. э., раскопанных С. И. Руденко. На основе прохоровских курганов была выделена сарматская культура.
Шарлыкский район в Оренбуржье наиболее богат родниками, большинство которых питаются водами казанского водоносного горизонта. Самые большие расходы воды имеют родники в окрестностях села Путятино: Уреньский, Студеный и Свиридов.

## Известные люди
В районе родились
- Абжалилов, Халил Галеевич (1896—1963), татарский актёр, театральный режиссёр. Народный артист СССР (1957).
- Зиновьев, Филипп Сергеевич (1901 — ?) — советский военный деятель, Полковник (1944 год).
- Муса Джалиль (1906—1944) — татарский советский поэт, Герой Советского Союза.
- Никулочкин, Дмитрий Степанович (1925—1991) — заслуженный рационализатор РСФСР (1971)[25].
- Малахов, Ксенофонт Михайлович (1905—1984) — советский военный деятель, Генерал-лейтенант танковых войск (1945 год).
- Родимцев, Александр Ильич (1905—1977) — советский военачальник, генерал-полковник, дважды Герой Советского Союза
- Сапожников, Фёдор Васильевич (1910—2008) — видный советский энергетик, заместитель министра энергетики и электрификации СССР.
- Калина, Исаак Иосифович (1950-н.в.), руководитель Департамента образования и науки города Москвы.
- Дикарев, Алексей Андреевич (1928—1976) — Герой Социалистического труда, животновод.